# Szagszaj járás
A Szagszaj járás (mongol nyelven: Сагсай сум) Mongólia Bajan-Ölgij tartományának egyik járása. Nagyrészt kazakok, kisebb számban mongol urjánhajok lakják.
Székhelye Údzsim (Уужим), mely 35 km-re délnyugatra fekszik Ölgij tartományi székhelytől.
Területe a tartomány közepétől keskeny sávban nyúlik el délnyugat felé. Kínával határos délnyugati részén a Mongol-Altaj hegyei magasodnak; köztük terül el a 67 km² vízfelületű Dajan (Даян нуур) hegyi tó (2232 m tszm). Középső és északkeleti részén folyik a Hovd és mellékfolyója, a Szagszaj, melynek kiszélesedő völgye a hegyvidék más tájainál inkább alkalmas a földművelésre.